# Протокол Мэннинга

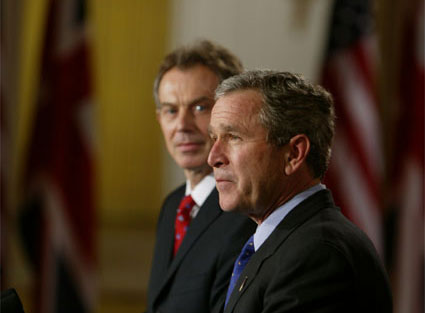
Президент Буш и премьер-министр Блэр выступают перед журналистами.

Протокол Мэннинга — секретный протокол встречи президента США Дж. Буша и премьер-министра Великобритании Тони Блэра, состоявшейся 31 января 2003 года и посвящённой началу войны в Ираке. Автором протокола стал Дэвид Мэннинг, главный советник Тони Блэра по иностранным делам. Как следует из протокола, администрация Буша заранее решила развязать войну против Ирака: президент Буш сообщил, что США готовы применить все доступные средства и «выкрутить ООН руки», чтобы получить необходимую для начала вторжения резолюцию Совета Безопасности ООН. Более того, подчеркивал Буш, военная кампания может быть начата даже в отсутствие такой резолюции. Пять дней спустя, Колин Пауэлл принёс на заседание ООН пробирку, заявив, что такое количество сухого порошка с агентами сибирской язвы привело к остановке работы Конгресса (при рассылке писем со спорами сибирской язвы тогда погибли пять человек и еще 17 человек заразились), а количество неучтенных иракских биологических агентов с сибирской язвой — это многие десятки тысяч подобных пробирок. Вопреки распространённому заблуждению, он никогда не утверждал, что в пробирке находится иракская сибирская язва. Три недели спустя после описанной в протоколе встречи Тони Блэр заявлял членам британского парламента, что Великобритания «готова идти до конца, чтобы добиться мирного разрешения конфликта».
В протоколе записано следующее высказывание Дж. Буша:
Дата начала кампании уже утверждена на 10 марта. Именно тогда должна начаться бомбёжка.

## Публикация
Впервые предположение о существовании такого протокола было сделано в книге «Мир беззакония», написанной профессором Университетского колледжа Лондона Филиппом Сэндсом в 2005 году.
В марте 2007 года редакция «Нью-Йорк Таймс» получила пятистраничный протокол в своё распоряжение и подтвердила его подлинность.